# Poul Johannes Jørgensen
Poul Johannes Jørgensen (født 25. september 1873 på Hardenberg, Lolland, død 31. juli 1947 på Diakonissestiftelsen på Frederiksberg) var en dansk jurist og retshistoriker. Hans forældre var slotsgartner Chr. Jørgensen og Henriette, født Gøtke.
Jørgensen blev student fra Nykøbing Falsters Statsskole 1891, cand. jur. i 1897 med udmærkelse, fik 1900 Universitetets guldmedalje for en afhandling om den danske strafferets udvikling i tiden fra Reformationen til Christian 5.s Danske Lov (afhandlingen blev først udgivet i 2007 med ISBN 9788757417845), studerede i udlandet 1899—1901, 1901—07 revisionsassistent i Landstinget, midlertidig docent ved Københavns Universitet 1903, ekstraordinær professor 1907, ordentlig professor 1910 til 1944. Han var medlem af Konsistorium 1917-1943.
Fra 1897 var Jørgensen desuden notarius ved det rets- og statsvidenskabelige fakultet. I 1926 blev han medlem af Det kongelige danske Selskab for Fædrelandets Historie, og han var desuden medlem af Den Arnamagnæanske Kommission 1930-1944 (efor for denne fra 1936), af bestyrelsen for Det Store Nordiske Telegraf-Selskab fra 1924 (formand for denne 1945), Videnskabernes Selskab og i bestyrelsen for Det Danske Sprog- og Litteraturselskab (formand for dette 1946).
Foruden bidrag til den retsvidenskabelige bibliografi, forskellige afhandlinger, anmeldelser og biografier i Tidsskrift for Retsvidenskab og Ugeskrift for Retsvæsen — Lovgivningen for de sønderjydske Landsdele (1920) og andet — samt artikler til Salmonsens Konversationsleksikon har Jørgensen offentliggjort Forelæsninger over den danske Retshistorie (1.—4. hæfte, 1904—08, 2. omarbejdede udgave 1. hæfte under titel Udsigt over den danske Retshistorie, 1913). Hovedværket er Dansk Retshistorie (1940), der indtager en fremstående plads i den retshistoriske litteratur, helt igennem præget af forfatterens usvigelige pålidelighed og grundighed, båret af en ægte videnskabelig metode i en smuk og sluttet form. Han har desuden var medarbejder ved udgivelsen af Danmarks gamle landsskabslove og Diplomatarium Danicum.
Jørgensen blev Ridder af Dannebrog 1911, Dannebrogsmand 1923, Kommandør af 2. grad 1930 og af 1. grad 1938.
Han er begravet på Søndermark Kirkegård. Der findes et portrætmaleri af Aksel Jørgensen.